# Суслово (Нижегородская область)
 Суслово  — деревня в Шарангском районе Нижегородской области в составе  Старорудкинского сельсовета .

## География
Расположена на расстоянии примерно 20 км на юг от районного центра посёлка Шаранга.

## История
Известна с 1891 года как починок Сусловский, где было в 1905 году дворов 18 и жителей 127, в 1926 24 и 143, в 1950 (уже Суслово) 26 и 101. 

## Население
Постоянное население составляло 38 человек (русские 100%) в 2002 году, 50 в 2010.